# Голишин
Голишин (пол. Gołyszyn) — село в Польщі, у гміні Скала Краківського повіту Малопольського воєводства.
Населення — 262 особи (2011).
У 1975-1998 роках село належало до Краківського воєводства.

## Демографія
Демографічна структура станом на 31 березня 2011 року:
|          | Загалом | Допрацездатний вік | Працездатний вік | Постпрацездатний вік |
| -------- | ------- | ------------------ | ---------------- | -------------------- |
| Чоловіки | 136     | 28                 | 91               | 17                   |
| Жінки    | 126     | 24                 | 70               | 32                   |
| Разом    | 262     | 52                 | 161              | 49                   |